# Beleg van Groningen (1580)

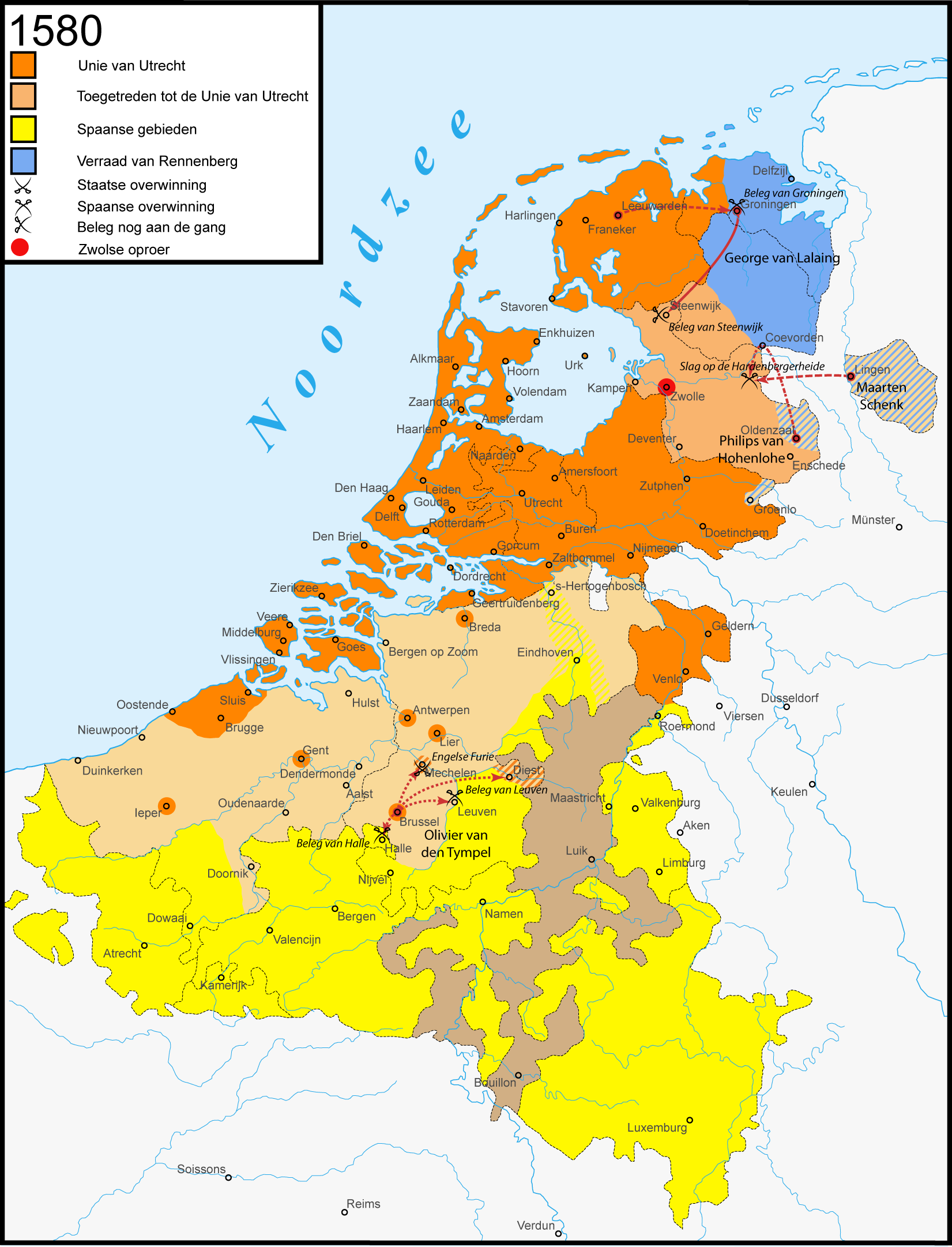
Oorlogstoestand in 1580.

Het Beleg van Groningen in 1580 duurde van 3 maart tot 18 juni. Het zojuist Spaansgezind geworden garnizoen in de stad onder leiding van Rennenberg, de stadhouder van Groningen, Friesland, Drenthe en Overijssel, verdedigde zich tegen de Staatse belegeraars, onder wie Bartholt Entens en Willem Lodewijk.

## Aanloop
Rechtstreekse aanleiding voor de belegering was het Verraad van Rennenberg om 06:00 in de ochtend van 3 maart, waarbij hij zich meester maakte van de stad Groningen, en een groep protestantse samenzweerders in hechtenis nam. Bartholt Entens, had op dezelfde dag om 11:00 met zijn handlangers in de stad een machtsovername voorbereid, maar dit viel nu in het water omdat Rennenberg een brief aan Reindt Alberda (de protestantse burgemeester van Groningen) onderschepte waarin Entens' list geschreven stond. De overweldiging van de staatse samenzweerders binnen de stad kwam Entens ter ore, die besloot alsnog aan te vallen in de avond van 3 maart, en hij sloeg het beleg voor Groningen.

## Verstoorde geloofsverhoudingen
Door Rennenbergs overlopen breidde op verscheidene plaatsen de protestantisering uit, gevoed door wrok jegens dit 'verraad'; in Utrecht (en in Drenthe) werden de kerken geplunderd en in Friesland werd de eredienst verboden. Veel katholieke pastoors, monniken en nonnen uit de omgeving van Groningen klopten aan voor bescherming binnen de Spaansgezinde stad. In de Ommelanden mochten katholieke pastoors aanblijven, tenzij een meerderheid van de gemeente van anderen zin was. Omgekeerd moesten de hervormde predikers binnen de Stad zich uit de voeten maken, en zwommen over de gracht om aan gevangenschap te ontkomen. Minstens 150 hervormden die niet (op tijd) gevlucht waren, werden door Rennenbergs soldaten in hechtenis genomen. Dit alles vergrootte de tegenstelling tussen Stad en de Ommelanden; de winnaar van het beleg zou bepalen welke godsdienst het gewest zou krijgen.

## Verloop
Entens had 13 vendelen voetvolk en 2 vendelen ruiterij onder zijn bevel staan. Hij bezette de afstromende wateren om de aanvoer van levensmiddelen te beletten en Rennenberg tot overgave te dwingen. De Stadjers beschansten de voorstad aan het Schuitendiep, benevens twee molenbergen aan de noordzijde, waarmee zij het vee in de wei tegen vijandelijke aanval dekten. De belegering werd bekostigd door schatten van de Ommelander kloosters en kerken. Bovendien moest elke kerktoren één klok afstaan voor de vervaardiging van geschut. Hierover zei Entens:"Misschien ben ik geen christen, maar ik wil Christus' zaak met lijf en bloed najagen en mijn vaderland redden." Het eigenzinnige karakter van Entens, gepaard met de onenigheid die tussen hem en Wigbold van Ewsum ontstond, deden het beleg zo slepend houden dat de Staten-Generaal de graven Van Hohenlohe en Willem Lodewijk met zestien vendelen ter versterking der belegeraars zonden.
Op 16 mei deden de belegeraars een aanval op het Schuitendiep, waarbij Entens, die dronken was, sneuvelde; hij had in plaats van een rondas (een schild) een deksel van een boterkern genomen om zich te beschermen. De vruchteloze aanval kostte aan velen met hem het leven. Nadat Van Hohenlohe door Willem van Oranje naar Groningen werd gestuurd ter ondersteuning van de belegeraars, trof hij het leger van Maarten Schenk in de Slag op de Hardenbergerheide op 17 juni, die de Spanjaarden wonnen. Van Hohenlohe zag af van zijn tocht naar Groningen en trok met een deel van zijn leger naar Oldenzaal, terwijl het overblijvende deel van zijn leger naar Coevorden ging. Maarten Schenk trok hierna op naar Groningen om het te ontzetten. De nederlaag was aan Staatse zijde zo zwaar gevallen, en de komst van Spaanse versterkingen maakte de toestand zo lastig, dat men op 18 juni het beleg van Groningen opbrak en zich terugtrok. Willem Lodewijk vluchtte naar Friesland, terwijl Van Ewsum zich terugtrok naar de Ommelanden en, na zich in december 1580 te Winsum en Warffum te hebben verschanst, voerde hij nog drie jaargetijden lang een guerrillaoorlog tegen de stad Groningen.

## Gevolgen
Rennenberg kreeg nu de kans om zich meester te maken van de Ommelanden en Drenthe, waar nu de hervormden de wijk moesten nemen. 400-500 gezinnen vluchtten naar Friesland en Oost-Friesland, waarvan er zeker 200 achterbleven in Emden, zich voegend bij protestanten die jaren eerder al voor Alva de Nederlanden waren ontvlucht.

Tegen Friesland (Beleg van Niezijl) en Steenwijk had Rennenberg geen geluk. Hij overleed 23 juli 1581 en werd opgevolgd door Francisco Verdugo. Deze zette de strijd voort; de jaren erna zouden gekenmerkt worden door veel oorlog en plunderingen in de vier noordelijke gewesten. In 1589 begon Willem Lodewijk aan een moeizame herovering van de Spaanse gebieden in wat bekendstaat als de Groninger Schansenkrijg, die pas werd afgesloten met de Reductie van Groningen op 22 juli 1594.